# Aigues-Vives (Hérault)
Aigues-Vives (okzitanisch: Aigas Vivas) ist eine französische Gemeinde mit 472 Einwohnern (Stand: 1. Januar 2022) im Département Hérault in der Region Okzitanien (vor 2016: Languedoc-Roussillon). Sie gehört zum Arrondissement Béziers und zum Kanton Saint-Pons-de-Thomières. Die Einwohner werden Aiguesvivois genannt.

## Geographie
Die Gemeinde Aigues-Vives liegt in den südöstlichsten Ausläufern der Montagne Noire an der Grenze zum Département Aude, etwa 25 Kilometer nordwestlich von Narbonne. Durch die Gemeinde verläuft der Fluss Cesse, sowie sein Nebenfluss Cessière. Umgeben wird Aigues-Vives von den Nachbargemeinden Saint-Jean-de-Minervois im Norden, Agel im Osten, Bize-Minervois im Osten und Südosten, Mailhac im Süden, Aigne im Südwesten sowie La Caunette im Westen und Nordwesten.

## Bevölkerungsentwicklung
| Jahr                       | 1962 | 1968 | 1975 | 1982 | 1990 | 1999 | 2006 | 2013 | 2020 |
| Einwohner                  | 542  | 503  | 401  | 374  | 347  | 354  | 403  | 455  | 468  |
| Quellen: Cassini und INSEE |      |      |      |      |      |      |      |      |      |

## Sehenswürdigkeiten
- Kirche der Auffindung [der Gebeine] des Hl. Stephan (Église de l'Invention-de-Saint-Étienne)
- Burgreste

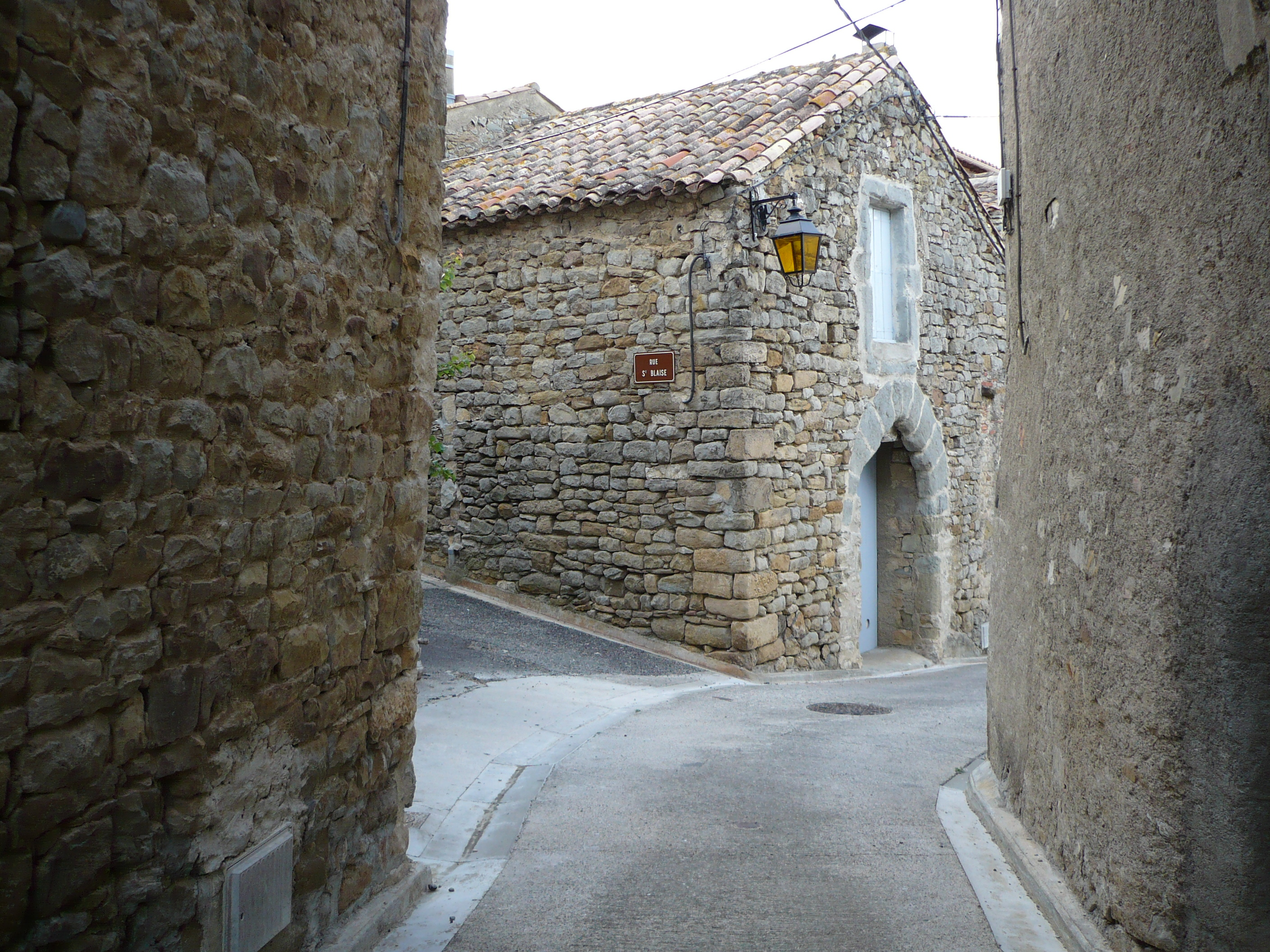
Auffindungskirche
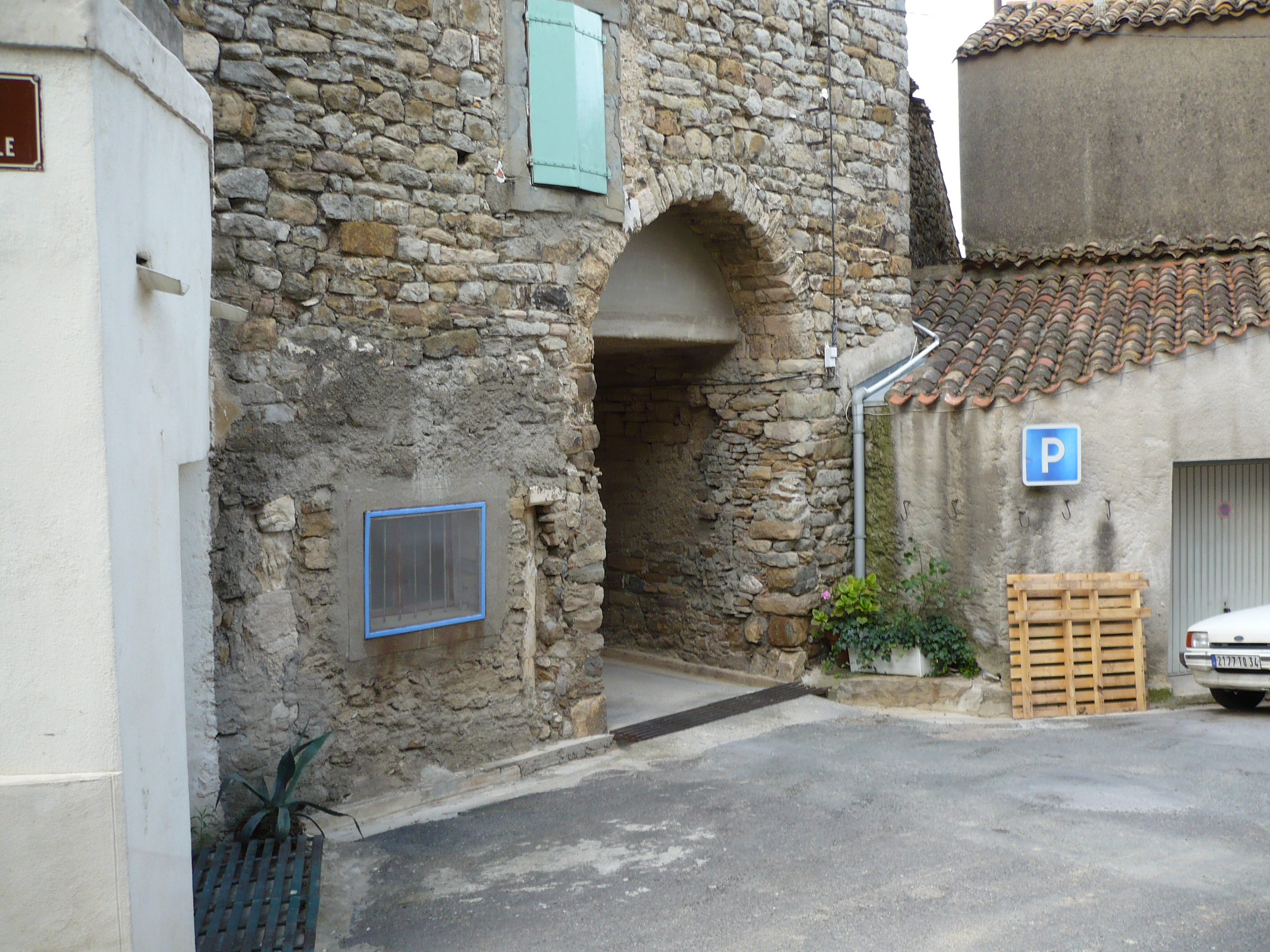
Eingang zur Burgruine
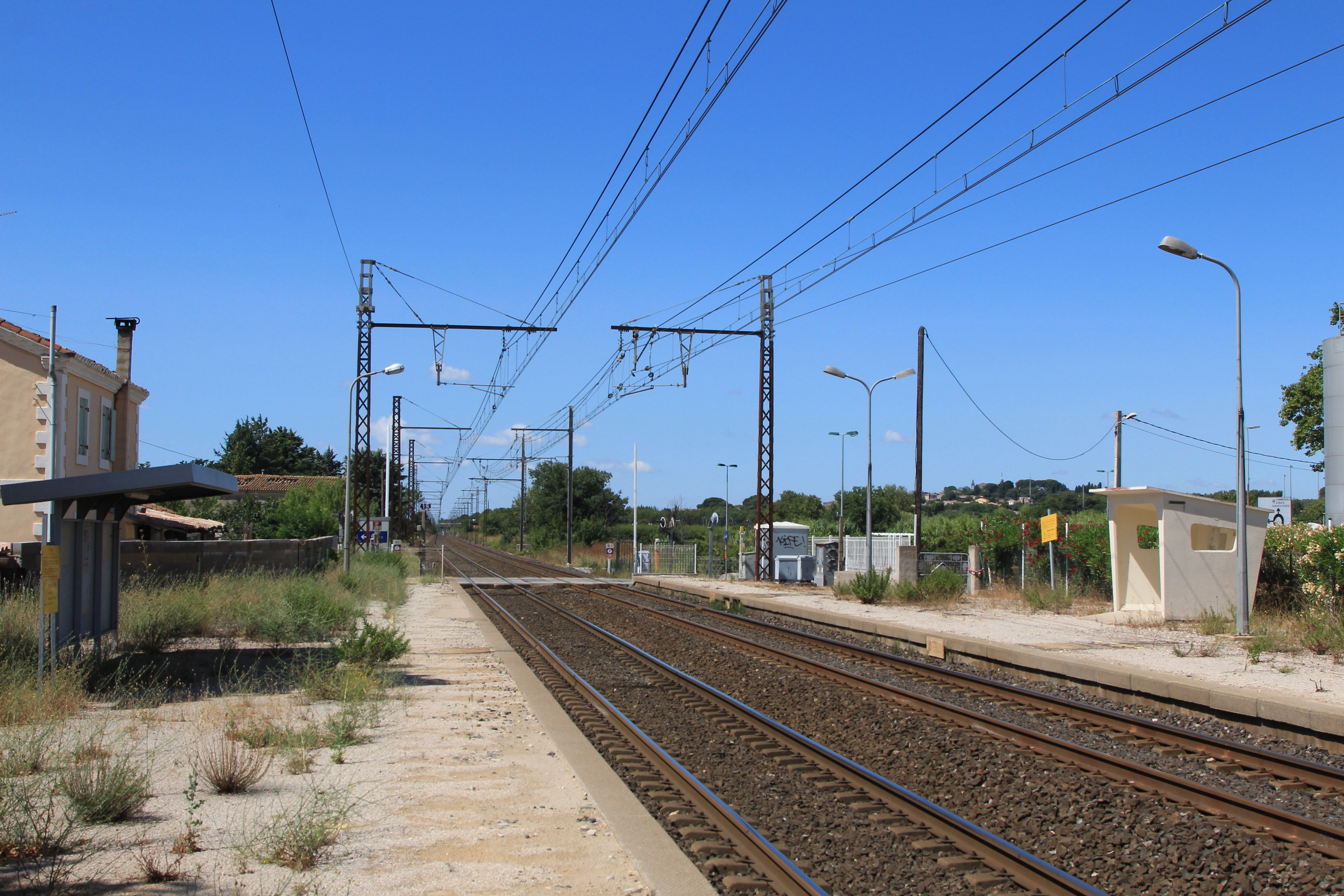
Bahnhalt Aigues-Vives